# B.o.B
Bobby Ray Simmons, Jr. (n. 15 noiembrie 1988), cunoscut după numele de scenă B.o.B, este un rapper, cântăreț și producător de muzică american. El este în prezent semnat de casele de discuri Grand Hustle Records, Rebel Rock Entertainment și Atlantic Records. Single-ul lui de debut a fost „Nothin' on You”, care a ajuns pe primul loc atât în Statele Unite cât și în Regatul Unit. „Airplanes” cel de-al doilea single al lui B.o.B, a avut același succes ajungând pe locul unu și doi atât în Statele Unite cât și în Regatul Unit. Cel de-al treilea single al lui B.o.B, „Magic”, a devenit cel de-al treilea single consecutiv care ajungea în top 10 în Billboard Hot 100. B.o.B a fost clasat pe locul 9 în clasamentul Hottest MC in the Game din 2010 realizat de MTV.

## Începutul vieții
B.o.B s-a născut Bobby Ray Simmons, Jr. pe 15 noiembrie 1988 în Winston-Salem, North Carolina. Câteva săptămâni mai târziu familia lui s-a mutat în Decatur, Georgia. În școala elementară și prin liceu, a cântat la trompetă în trupa școlii lui. Deși părinții lui au dorit ca el să continue educația, Simmons a decis în clasa a șasea, că vrea să urmeze o carieră muzicală. Tatăl său, un pastor,  a dezaprobat alegerile fiului său până când a realizat că Simmons folosea muzica ca o formă de terapie. Simmons a reflectat mai târziu asupra trecutului său, zicând: „Ei întotdeauna m-au sprijinit. Ei mi-au cumpărat primul sintetizator pentru a face beat-uri și tot ei m-au ajutat cumpărându-mi echipament din când în când. Dar a fost destul de greu pentru ei să înțeleagă cu adevărat ceea ce doream eu cu adevărat să realizez”. B.o.B a mers la Columbia High School în Decatur, GA.